# セクター・モデル

基本的なセクター・モデルを示した図。

セクター・モデル（英語: sector model、扇形モデルと訳されることもある）は、都市の発展に関する同心円モデルに修正を加えたものであり、土地経済学者ホーマー・ホイトが1939年に提唱したことから、ホイト・モデル（Hoyt model）とも呼ばれる。これを適用することで、都市の成長が都市の外側に向かって進展していく事実をモデルに取り込むことができる。ただし、複雑な現象を説明しようとする単純化されたモデルの例に漏れず、このモデルの有効性は限られたものである。

## 説明
中心業務地区(CBD)の存在を前提とした上で、ホイトは、都心から鉄道や道路、その他の交通路に沿って、外へと伸びて行くゾーンの存在を提起した。シカゴを例に取れば、比較的高い階級の住宅地のセクター（扇形）がミシガン湖の湖岸線に沿ってCBDから北へと発展していたのに対し、工場などは鉄道に沿ってセクター状に南へと広がっていた，と言うことが指摘される。
このモデルを構築する中でホイトは、一般的に低所得世帯は、鉄道路線や商業施設の近くに住み、業務的交通の便を求める、ということを観察している。鉄道、港湾、路面電車など、都市地域に流れ込む様々な交通路線の存在が、より大きな交通の便を表していると認識したホイトは、都市が、CBDを起点とし、主な交通路線に沿って、楔型ないし扇型のパターンで成長する傾向があることを理論化した。交通の便が良いということは、地価が高いということを意味するので、多くの商業施設は都心に残留するが、製造業は交通路線沿いに扇形に展開していくことになる。住宅地については、低所得世帯の住宅地が製造業セクターに隣接して楔形に広がり（交通に伴う騒音や大気汚染などのため、こうした地域の住宅地としての評価は低い）、中〜高所得世帯のセクターは、製造業関係施設などから離れたところに位置する。ホイトのモデルは、都市を組織する大きな原理について述べようと試みたものであった。

## 適用
このモデルは、数多くのイギリスの都市に当てはまる。例えば、モデルを反時計回りに90度回転させると、ニューカッスル・アポン・タインとよく一致する。これは、交通網が都市発展の制約要因として重要であった時期に、都市が形成されたためと考えられる。一般的に、比較的歴史の古い都市はホイト・モデルに従うが、より歴史の浅い都市は、アーネスト・バージェスの唱えた同心円モデルに従うことが多い。

## 限界
この理論は、20世紀はじめの鉄道交通が重要であった状況を踏まえたものであり、自家用車が普及して、市の区域外にあるより安い地価の場所から通勤することが可能になるという事態は考慮されていない。カルガリーでは1930年代に、そのような変化が起こり、市の区域外にあった路面電車の終着駅付近が半ばスラム化していった。こうしたところは、現在では市の領域内に編入されているが、中所得者層の住宅地が広がる地域の中にあって、低所得者向けの住宅が集まるポケット状の場所となっている。
また、地形によって扇形の広がりが制約されたり、特定の方向に導かれるということも生じる。
さらに、都市の飛び地のような形で開発されるベッドタウンなどの影響で、扇形の展開が制約される場合もある。